# George Crow
 (octobre 2021).
Si vous disposez d'ouvrages ou d'articles de référence ou si vous connaissez des sites web de qualité traitant du thème abordé ici, merci de compléter l'article en donnant les références utiles à sa vérifiabilité et en les liant à la section « Notes et références ».
George L. Crow Jr. était un membre du projet Macintosh en 1984 chez Apple Computer. En 1985, Crow quitte Apple et cofonde avec Steve Jobs NeXT. Avant de travailler pour Apple, Crow travailla pour HP; après avoir quitté NeXT il travaillé pour SuperMac puis Truevision. En 1999, il revient chez Apple. 
Il a obtenu un Baccalauréat en sciences à université de Californie à Berkeley et sa maîtrise à l'université de Santa Clara.